# Dusona subtilis
Dusona subtilis là một loài tò vò trong họ Ichneumonidae.